# Kreis Komló
Der Kreis Komló (ungarisch Komlói járás) ist ein Kreis im Norden des südungarischen Komitats Baranya. Er grenzt im Osten an das Komitat Tolna. Der Kreis ist der Nachfolger des Ende 2012 aufgelösten gleichnamigen Kleingebiets (ungarisch Komlói kistérleg). Zum Jahreswechsel 2012/2013 fand folgender Gebietsaustausch statt: die Gemeinde Hosszúhetény wechselte vom Kleingebiet Komló in den Kreis Pécs. Dafür kamen aus dem Kleingebiet Sásd (ungarisch Sásdi kistérlég) zwei Gemeinden (Bikal und Oroszló) in den neuen Kreis Komló. Der Kreis hat nach Pécs die zweithöchste Bevölkerungsdichte im Komitat. Kreissitz ist die Bergbaustadt Komló im Süden des Kreises.

## Gemeindeübersicht
| Gemeinde        | Status       | Herkunft Kleingebiet | Einwohnerzahl | Einwohnerzahl | Einwohnerzahl | Fläche     | Bevölkerungs- dichte (Ew./km²) |
| Gemeinde        | Status       | Herkunft Kleingebiet | 01.10.2011    | 01.01.2013    | 01.01.2016    | 01.01.2016 | Bevölkerungs- dichte (Ew./km²) |
| --------------- | ------------ | -------------------- | ------------- | ------------- | ------------- | ---------- | ------------------------------ |
| Bikal           | Gemeinde     | Sásd                 | 763           | 767           | 705           | 17,03      | 41,4                           |
| Bodolyabér      | Gemeinde     | Komló                | 235           | 237           | 197           | 9,09       | 21,7                           |
| Egyházaskozár   | Gemeinde     | Komló                | 805           | 811           | 749           | 24,31      | 30,8                           |
| Hegyhátmaróc    | Gemeinde     | Komló                | 147           | 140           | 126           | 7,59       | 16,6                           |
| Kárász          | Gemeinde     | Komló                | 323           | 322           | 321           | 8,02       | 40,0                           |
| Köblény         | Gemeinde     | Komló                | 218           | 214           | 190           | 8,04       | 23,6                           |
| Komló           | Stadt        | Komló                | 24.394        | 24.066        | 23.388        | 46,55      | 502,4                          |
| Liget           | Gemeinde     | Komló                | 416           | 382           | 381           | 12,07      | 31,6                           |
| Magyaregregy    | Gemeinde     | Komló                | 747           | 733           | 714           | 26,81      | 26,6                           |
| Magyarhertelend | Gemeinde     | Komló                | 640           | 620           | 615           | 16,16      | 38,1                           |
| Magyarszék      | Gemeinde     | Komló                | 1.080         | 1.056         | 994           | 13,86      | 71,7                           |
| Mánfa           | Gemeinde     | Komló                | 823           | 798           | 732           | 27,70      | 26,4                           |
| Máza            | Gemeinde     | Komló                | 1.218         | 1.222         | 1.172         | 10,69      | 109,6                          |
| Mecsekpölöske   | Gemeinde     | Komló                | 388           | 390           | 368           | 7,31       | 50,3                           |
| Oroszló         | Gemeinde     | Sásd                 | 291           | 308           | 272           | 6,12       | 44,4                           |
| Szalatnak       | Gemeinde     | Komló                | 322           | 317           | 283           | 10,28      | 27,5                           |
| Szárász         | Gemeinde     | Komló                | 36            | 35            | 35            | 5,98       | 5,9                            |
| Szászvár        | Großgemeinde | Komló                | 2.382         | 2.407         | 2.297         | 21,17      | 108,5                          |
| Tófű            | Gemeinde     | Komló                | 126           | 123           | 110           | 4,34       | 25,3                           |
| Vékény          | Gemeinde     | Komló                | 135           | 136           | 141           | 9,36       | 15,1                           |
| Kreis Komló     |              |                      | 35.489        | 35.084        | 33.790        | 292,48     | 115,5                          |